# Red McKenzie

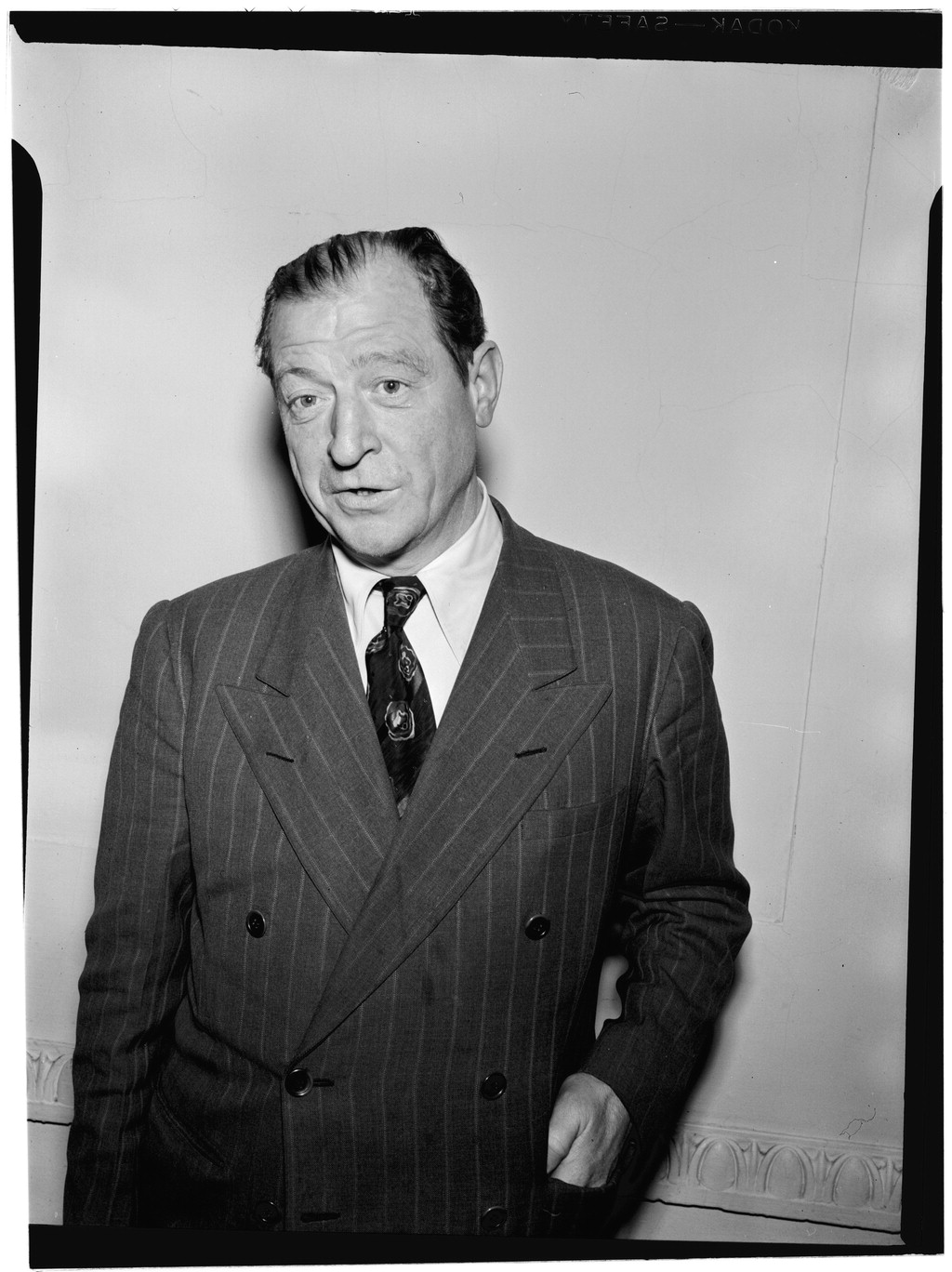
Red McKenzie, ca. Oktober 1946.
Fotografie von William P. Gottlieb.

Red McKenzie (* 14. Oktober 1899  in St. Louis; † 7. Februar 1948 in New York City) war ein US-amerikanischer Jazz-Musiker (Bandleader, Sänger, Kamm) des Chicago-Jazz und Musikagent.

## Leben und Wirken
McKenzie spielte Anfang der 1920er Jahre neben seinem Job als Hotelboy mit einigen Freunden (Dick Slevin auf dem Kazoo, Jack Bland auf Banjo und Gitarre, McKenzie auf dem Kamm und als Sänger) in St. Louis (auch Mound City genannt nach der nahegelegenen alten Indianerstadt) Straßenmusik. Der Bandleader Gene Rodemich hörte sie und organisierte 1924 eine gemeinsame Aufnahme für Brunswick in Chicago: „Arkansas Blues“ und „Blue Blues“ mit den Mound City Blue Blowers, das sich beinahe eine Million Mal verkaufte. Nach diesem Erfolg traten sie in New York auf, wo Eddie Lang dazustieß, und spielten als McKenzie´s Candy Kids 1925 in London. Mit seinen Mound City Blue Blowers (in wechselnder Besetzung) spielten später u. a. Muggsy Spanier, Jack Teagarden, Jimmy Dorsey, Glenn Miller, Eddie Condon und später auch Frank Josh Billings. Mit Condon nahm er 1927 als „McKenzies and Condons Chicagoans“ bei Okeh auf, mit Gene Krupa und vielen bekannten Chicago-Jazzmusikern. 1928 hatte Pee Wee Russell seine ersten Aufnahmen mit ihnen. Auf einer Aufnahme von 1929 mit den Mound City Blue Blowers spielen auch Coleman Hawkins und Rex Stewart mit, weswegen sie manchmal als eine der ersten gemischt-rassigen Jazz-Einspielungen angesehen wurde.
Ab Ende der 1920er Jahre arbeitete McKenzie auch als Musikagent, der z. B. die ersten Aufnahmen von Bix Beiderbecke und Frankie Trumbauer für Okeh vermittelte. Daneben trat er auch als Sänger auf, arbeitete während der Depression der 1930er Jahre in St. Louis in einer Brauerei und spielte in den Jazzclubs der 52nd Street in New York in den 1930er Jahren eine wichtige Rolle. Da er von hitzigem Temperament war, ließ er dabei auch manchmal die Fäuste sprechen. 1944 zog er wieder nach New York, wo er mit Eddie Condon spielte. Er war Alkoholiker und starb relativ jung mit 48 Jahren an Leberzirrhose.

## Diskographische Hinweise
- Mound City Blue Blowers (Timeless Records, 1935/36)